# Otgontenger-hegy
Az Otgontenger-hegy  a mongóliai Hangáj-hegység legmagasabb hegye, 4008 méteres magasságba emelkedik, régebbi mérések szerint 4021 méteres.  A Hangáj-hegység az Övörhangáj nyugati, az Arhangáj déli, és Bajanhongor északi részén húzódik, maga az Otgontenger Zavhan megye déli részén található. A tengrizmusban, a sztyeppei népek ősvallásában a legfőbb istenség, Tengri szent hegye, innen ered neve is.
Egy hatalmas gránit intrúzió lekopott maradványa. Az egész hegység egyetlen tagja, ahol állandó gleccser található. A hegy déli oldala a legnagyobb gránitfal Mongóliában.

## A név eredete
A mongóliai Otgontenger-hegy otgon szava az etügen egy alakváltozata, mely a „föld szelleme” jelentéssel bír. A régi mongolok sámánhite a Föld tiszteletéből ered, amelyet Etügen anya testesít meg. Az Etügen szó régi jelentése: föld, föld gazdája, föld szelleme. Úgy tartják, a föld védelmezője, Etügen, a növények növekedéséért, szaporodásáért felelős. Az Otgontenger egyéb neveken is ismert: Szümber Uul, Ohirván hairhan (Vajrapáni szentség), Cast cagán Uul (Havas, fehér hegy), Etügen Uul. Az Etügen Uul egyértelműen a türk ötüken (őshaza) szóval azonos.

## A hegy tisztelete és története
Mongólia szent hegye,  tengrizmus szent helye. A török népek e hegy környékére tették Ötükent, a mitikus őshazát.
Szájhagyomány útján maradt fenn az a népi szertartás, hogy a mongolok jószágaikat felajánlva könyörögnek Etügenhez, a tiszteletnek ez a fajta megnyilvánulása változott az ovoónál bemutatott áldozattá. Ez aztán ahhoz vezetett, hogy minden egyes helyet, külön-külön, rejtett gazdaszellemmel láttak el. A tibetiek és a mongolok úgy tartják, hogy a természetnek, így a hegyeknek és vizeknek gazdaszellemei vannak. Kegyeik elnyeréséért, kiengesztelésükért áldozatot kell bemutatni az owō áldozati halmoknál.
Az Otgontenger tisztelete a mongolok előtti időkre nyúlik vissza; 3 ovoója ma egyike a mongol nemzet virágzásáért tetterejéért bemutatott állami áldozati helyeknek (törīn tahilgataj). Az Otgontengert örök jégsapka fedi, gazdája Vajrapāṇi buddhista istenség, kinek kéktestű szobra a hegy dísze.
1778-tól mandzsu császári parancsra a mai Ulánbátortól délre elhelyezkedő Bogd hegynek évente kétszer (tavasszal és nyáron) áldoztak, míg az Otgontenger hegynek csupán egyszer, nyáridőben.
1779 óta tisztelik a csúcsot Vajrapāṇi lakhelyeként, 1818-ban lett természetvédelmi terület, 1828-ban nemzeti áldozati hely, 1911-ben pedig a 8. Bogd rendelete alapján a ‘Halhák által tisztelt nemes herceg’ (Xalxīn bišrelt tüšēe gün) címet kapta. Politikai változások, tilalmak miatt 1930-ban a csúcs tisztelete megszakadt.

## Jelenlegi helyzet
A rendszerváltás után, 1992-ben az Otgontenger újra természetvédelmi terület, nemzeti áldozóhely lett. A mongol államfő 1995-ben tartotta az Otgontenger első modernkori áldozatát, melyet azóta minden negyedik, 2011-től minden ötödik évben tartanak. A szent hegyet felterjesztették az UNESCO világörökség listájára, de még nem tartozik a világörökséghez.

## Fordítás
- Ez a szócikk részben vagy egészben  az   Otgontenger című angol Wikipédia-szócikk ezen változatának fordításán alapul.  Az eredeti cikk szerkesztőit annak laptörténete sorolja fel. Ez a jelzés csupán a megfogalmazás eredetét és a szerzői jogokat jelzi, nem szolgál a cikkben szereplő információk forrásmegjelöléseként.